# Losar de la Vera
Losar de la Vera és un municipi de la província de Càceres, a la comunitat autònoma d'Extremadura (Espanya).